# Tarrazú (tổng)
Tarrazú là tổng ở tỉnh San José thuộc Costa Rica. Tổng này có diện tích 297,50 km², và dân số là 15.142 người. Thủ phủ của tổng này là San Marcos.
Sông Río Pirrís (cũng có tên là sông Parrita) tạo thành phần lớn biên giới phía bắc của tổng này. Ranh giới của tổng Tarrazú chạy theo hướng nam qua dãy núi duyên hải đến ranh giới với tổng Aguirre ở tỉnh Puntarenas. Tổng này được lập theo sắc lệnh ngày 7 tháng 8 năm 1868.
Tổng Tarrazú được chia thành 3 huyện.
1. San Marcos
2. San Lorenzo
3. San Carlos